# Orbivestus
Orbivestus är ett släkte av korgblommiga växter. Orbivestus ingår i familjen korgblommiga växter.
Kladogram enligt Catalogue of Life:
| Orbivestus | \| \| Orbivestus cinerascens \| \| \| \| \| \| Orbivestus karaguensis \| \| \| \| |
|            | \| \| Orbivestus cinerascens \| \| \| \| \| \| Orbivestus karaguensis \| \| \| \| |
|            | Orbivestus cinerascens                                                            |
|            |                                                                                   |
|            | Orbivestus karaguensis                                                            |
|            |                                                                                   |